# Filadelfo Mugnos

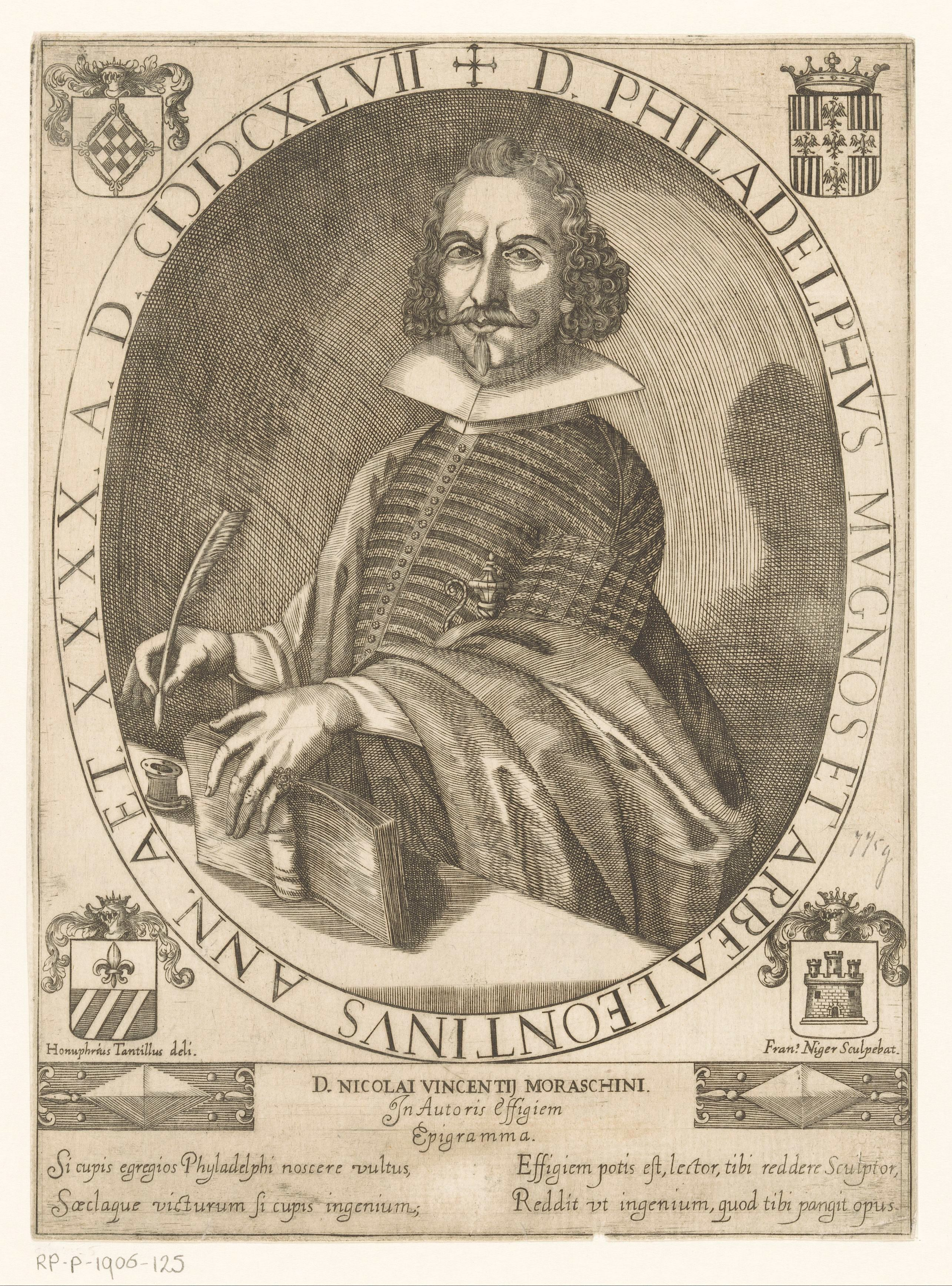
Filadelfo Mugnos

Filadelfo Mugnos (* 1607 in Lentini; † 28. Mai 1675 in Palermo) war ein italienischer Dichter und Schriftsteller.
Mugnos wurde auf Sizilien geboren, wo er in Palermo lebte und auch starb. Er studierte Jurisprudenz an der Universität Catania und war Mitglied des Christusordens sowie mehrerer Akademien der Zeit.
Filadelfo Mugnos schrieb zahlreiche historische Werke. Sein Hauptwerk ist das Teatro Genologico delle Famiglie nobili e titolate, in dem über die Geschichte der sizilianischen Familien berichtet wird. Es erschien ab 1647 in Palermo und war für viele Jahrhunderte ein Äquivalent zu Burke’s Peerage über den sizilianischen Adel. Die Zuverlässigkeit seiner Angaben wurde aber bereits in Jöchers Gelehrten-Lexikon in Frage gestellt. In den Siciliani illustri von 1939 wurde dieses Urteil noch verschärft.